# 西経1度線
西経1度線（せいけい1どせん）は、本初子午線面から西へ1度の角度を成す経線である。北極点から北極海、大西洋、ヨーロッパ、地中海、アフリカ、南極海、南極大陸を通過して南極点までを結ぶ。
西経1度線は、東経179度線と共に大円を形成する。

## 通過する地域一覧
西経1度線は、北極点から南極点まで南に向かって以下の場所を通っている。
| 地理座標                                           | 国土・領土・領海 | 備考 |
| -------------------------------------------------- | ---------------- | --- |
| 北緯90度0分 西経1度0分 / 北緯90.000度 西経1.000度  | 北極海           | |
| 北緯81度42分 西経1度0分 / 北緯81.700度 西経1.000度 | 大西洋           | |
| 北緯60度42分 西経1度0分 / 北緯60.700度 西経1.000度 | イギリス         | スコットランド — イエル島、ハスコセイ島（英語版）                                                                 |
| 北緯60度36分 西経1度0分 / 北緯60.600度 西経1.000度 | 北海             | |
| 北緯60度22分 西経1度0分 / 北緯60.367度 西経1.000度 | イギリス         | スコットランド — ホールセイ島（英語版）                                                                           |
| 北緯60度20分 西経1度0分 / 北緯60.333度 西経1.000度 | 北海             | ノス島（英語版）（ イギリス・スコットランド、北緯60度8分 西経1度1分 / 北緯60.133度 西経1.017度）のすぐ東を通過    |
| 北緯54度36分 西経1度0分 / 北緯54.600度 西経1.000度 | イギリス         | イングランド — ソルトバーン・バイ・ザ・シー（英語版）（ノース・ヨークシャー）のすぐ西で上陸                       |
| 北緯50度47分 西経1度0分 / 北緯50.783度 西経1.000度 | イギリス海峡     | ワイト島（ イギリス・イングランド、北緯50度41分 西経1度4分 / 北緯50.683度 西経1.067度）のすぐ東を通過             |
| 北緯49度24分 西経1度0分 / 北緯49.400度 西経1.000度 | フランス         | バス＝ノルマンディー地域圏 ペイ・ド・ラ・ロワール地域圏 ポワトゥー＝シャラント地域圏 アキテーヌ地域圏             |
| 北緯42度59分 西経1度0分 / 北緯42.983度 西経1.000度 | スペイン         | ナバーラ州 アラゴン州 バレンシア州 カスティーリャ＝ラ・マンチャ州 バレンシア州 ムルシア州 バレンシア州 ムルシア州 |
| 北緯37度35分 西経1度0分 / 北緯37.583度 西経1.000度 | 地中海           | |
| 北緯35度41分 西経1度0分 / 北緯35.683度 西経1.000度 | アルジェリア     | |
| 北緯32度32分 西経1度0分 / 北緯32.533度 西経1.000度 | モロッコ         | 国土の最東端を約1km                                                                                               |
| 北緯32度31分 西経1度0分 / 北緯32.517度 西経1.000度 | アルジェリア     | |
| 北緯22度33分 西経1度0分 / 北緯22.550度 西経1.000度 | マリ             | |
| 北緯14度51分 西経1度0分 / 北緯14.850度 西経1.000度 | ブルキナファソ   | |
| 北緯10度59分 西経1度0分 / 北緯10.983度 西経1.000度 | ガーナ           | |
| 北緯5度12分 西経1度0分 / 北緯5.200度 西経1.000度   | 大西洋           | |
| 南緯60度0分 西経1度0分 / 南緯60.000度 西経1.000度  | 南極海           | |
| 南緯68度52分 西経1度0分 / 南緯68.867度 西経1.000度 | 南極大陸         | ドローニング・モード・ランド（ ノルウェーが領有権を主張）                                                         |